# Château de Semur-en-Brionnais
Le château de Semur-en-Brionnais est situé à Semur-en-Brionnais en Saône-et-Loire, au point le plus étroit d'un éperon rocheux.
Ce château fait l’objet d’une inscription au titre des monuments historiques depuis le 13 octobre 1971. Le château fort de Semur-en-Brionnais est l'un des plus anciens de Bourgogne. C'est aussi le lieu de naissance de saint Hugues.

## Description
De l'ensemble fortifié qui occupait la totalité de l'éperon rocheux, il ne subsiste que les restes d'une poterne et, sur une terrasse, une haute tour de plan rectangulaire. La poterne, totalement modifiée par les travaux entrepris en 1760, consistait en une porte située à l'étage, défendue par une herse et par un mâchicoulis sur arcade, de même type que ceux de Chamilly et de Sercy. Celui-ci était lancé entre deux tours rondes, à bases légèrement talutées, percées de très rares archères à embrasures plongeantes. La porte a été bouchée et des escaliers ont été construits à son emplacement pour donner accès au premier étage des tours. La tour nord comporte une citerne, la tour ouest, un escalier aménagé dans l'épaisseur du mur. La tour rectangulaire, haute de 22 mètres et dont les murs ont à la base deux mètres d'épaisseur, présente les trous des poutres de quatre niveaux de plancher.

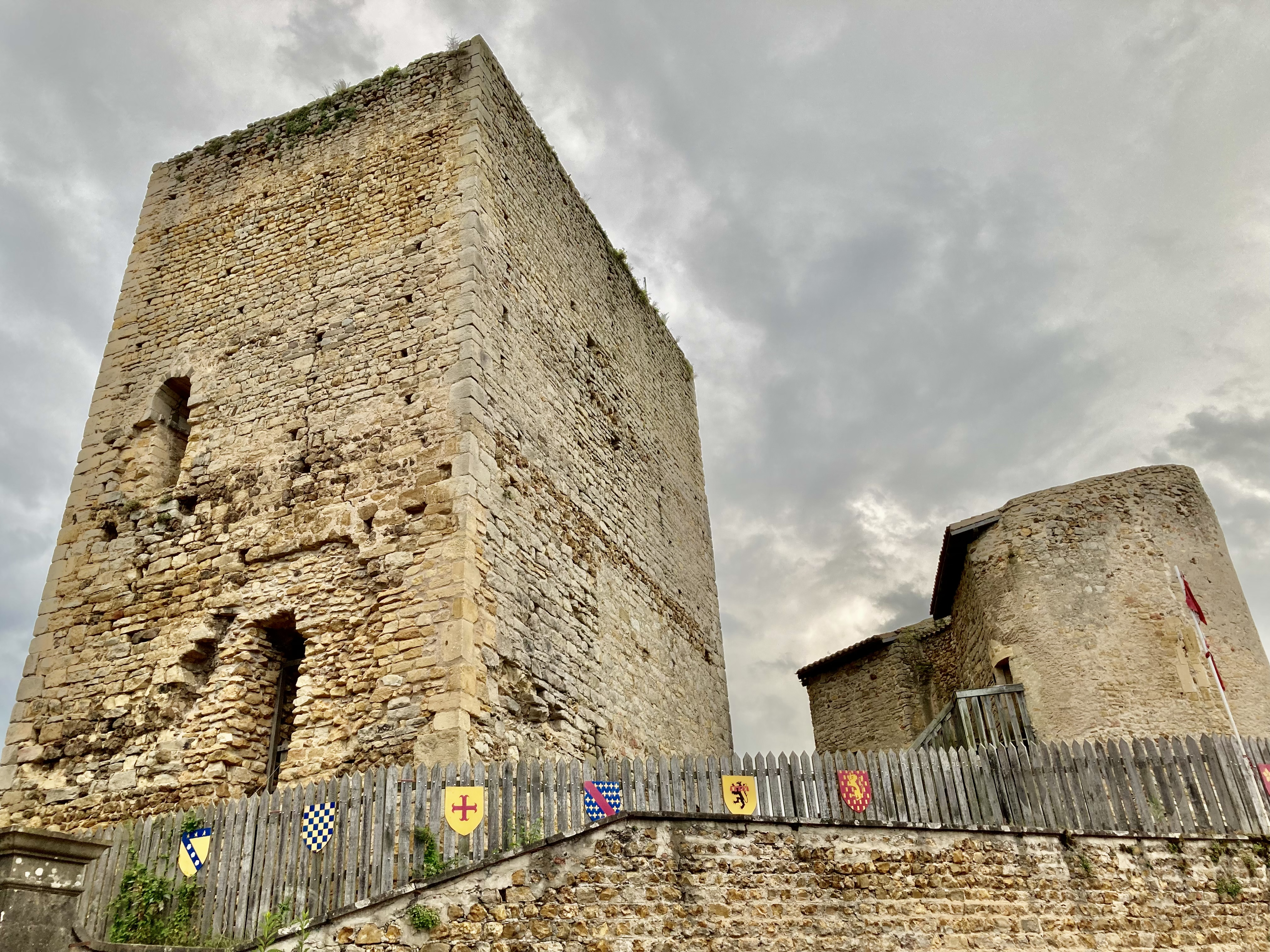
Le donjon, dominant les tours de la poterne.

 Si les premiers niveaux de fondations du donjon semblent dater de la fin du Xe siècle, la majeure partie de la construction est le résultat de remaniements successifs du XIe siècle au XVe siècle. Les niveaux inférieurs sont bâtis en moyen appareil dans lequel apparaissent des assises en arête de poisson, les troisième et quatrième niveaux en petit appareil. On discerne, dans les murailles, des ouvertures en plein cintre qui ont été obturées, une petite porte, au premier étage dont l'encadrement rectangulaire paraît indiquer qu'une passerelle la fermait, enfin, au sud et à l'ouest, deux fenêtres à meneau et croisillon dont les embrasures sont munies de coussièges et qui sont sans doute contemporaines d'une vaste cheminée dont seuls subsistent les piédroits.
Les substructures d'une petite tour dominent la vallée.
Le château se visite.

## Historique

### Origines
- 879 : le site est confié par Boson de Provence à l'évêque d'Autun

### Maison de Semur

Saint Hugues de Cluny.

- Freelan de Chamelet - ou Chamilly († 925) devient seigneur de Semur ; sa famille sera l'une des plus puissantes de Bourgogne
- Joceran de Chamelet, seigneur de Semur († 994), fils du précédent, fait bâtir un donjon; le château dépend sur le plan religieux de la paroisse de Saint-Martin-la-Vallée
- Geoffroy Ier, seigneur de Semur (950 - 1015), fils du précédent
- Dalmace Ier de Semur, baron de Semur († 1048), fils du précédent, pour qui le fief est érigé en baronnie
- Geoffroy II de Semur, baron de Semur (1025 - 1090), fils du précédent ; son frère, Saint-Hugues, sixième abbé de Cluny, naît dans le château
- Geoffroy III, baron de Semur († 1123), fils du précédent
- Geoffroy IV, baron de Semur († 1128), fils du précédent, épousa Adèle ou Alix (°v.1080 †v.1142) fille de Baudouin Ier de Guînes[3],
- Geoffroy V, baron de Semur († 1150), fils du précédent
- Dalmace II, baron de Semur († 1162), frère du précédent
- Simon Ier, baron de Semur († 1219), fils du précédent
- Dalmace III, baron de Semur (1196 - 1226), fils du précédent
- Simon II, baron de Semur († 1247), fils du précédent, marié en 1244 à Isabeau de Beaujeu, héritière d'Humbert V de Beaujeu, sans descendance. Isabeau de Beaujeu s'est remariée avec Renaud Ier de Forez,
- Henri, baron de Semur († 1257), fils de Simon Ier
- Héloïse ou Helvis de Semur († 1262), fille de Henri.

### Maison de Châteauvillain
- 1262 : Jean Ier de Châteauvillain, fils de Simon Ier de Châteauvillain et d'Alix de Semur par sa mère petit-fils de Simon Ier, et époux de Jeanne de Semur, fille de Simon II, reçoit la baronnie de Semur de sa cousine Héloïse de Semur, fille d'Henri, qui précède

### Maison d'Albon
Maison d'Albon, rameau de Beaujeu
- 1320 : Jeanne de Châteauvillain († 1345), fille et héritière des précédents, épouse Guichard VI, sire de Beaujeu († 1331)
- Édouard Ier, sire de Beaujeu (1316 - 1351), fils du précédent et de Marie de Châtillon
- Antoine de Beaujeu, sire de Beaujeu (1343 - 1374), fils du précédent
- Édouard II de Beaujeu, sire de Beaujeu (1351 - 1400), cousin germain du précédent, meurt sans enfant

### Maisons de Bourbon et de Bourbon-Montpensier

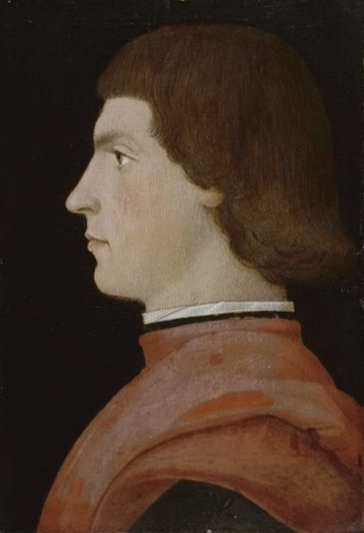
Louis II de La Trémoille

Entre 1397 et 1477, les familles qui se succèdent ayant laissé le château à l'abandon, le duc de Bourgogne y installe des capitaines; le donjon est fortifié, le mobilier et l'artillerie soigneusement entretenus.
- 1400 : Édouard II de Beaujeu lègue ses biens à Louis II de Bourbon (1337 - 1410)
- Jean Ier, duc de Bourbon (1381 - 1434), fils du précédent
- Louis de Bourbon, comte de Montpensier († 1486), second fils du précédent

### Maison de La Trémoille
- 1485 : Gabrielle de Bourbon (1447 - 1516), fille du précédent, apporte la baronnie en dot à Louis II de La Trémoille

Seigneurs engagistes

La terre est vendue à Charles VIII peu de temps après ce mariage et est confiée à des seigneurs engagistes qui ne la conservent jamais longtemps. Le donjon carré et les deux tours circulaires qui le précèdent restent seuls à la charge du seigneur, qui doit y entretenir les prisons du bailliage, créé en 1560, en même temps qu'il subvient à tous les frais de justice. Citons:
- Jacques de Chabannes, seigneur de La Palice (1470 - 1525)
- la famille Coligny, dont Gaspard-Alexandre de Coligny (1662 - 1694)
- Jean du Puy, à qui le précédent aliène le château, se fait construire une nouvelle demeure
- Jacques-Nicolas du Puy, fils du précédent, fait bâtir, vers 1760, la maison du geôlier et en 1775, l'auditoire du bailliage sur des plans de l'architecte Guillemot. En 1793, il est en partie dépossédé de ses biens, la baronnie étant restituée à l'état comme bien engagé.

Époque plus récente
- début XIXe siècle : on tente d'abattre le donjon en pratiquant des brèches à sa base
- à partir de 1968 : des travaux de mise en valeur sont menés par une équipe animée par M. J.-L. Dosso-Greggia

### Armoiries des seigneurs successifs

Armes des Semur
Armes des Bourbon
Armes des Bourbon-Montpensier
Armes des La Trémoille

- Châteauvillain : Gironné d'argent et de sable de huit pièces
- Albon : De sable à la croix d'or